# Lisa Hurtig
Lisa Hurtig, geborene Lisa Lantz (* 26. August 1987 in Delsbo), ist eine schwedische Fußballspielerin.

## Sportliche Karriere
Von 2005 bis 2006 spielte sie für den Verein Sundsvalls DFF und dann von 2007 bis 2008 für den Verein Bälinge IF. Danach war sie von 2009 bis 2013 beim Verein Umeå Södra FF. Von 2014 bis 2016 spielte sie für den Verein Umeå IK FF und von 2017 bis 2020 für den Verein Linköpings FC. 2017 wurde Hurtig in der Damallsvenskan mit der Frauenfußballmannschaft Linköpings FC Schwedische Meisterin 2017 in der höchsten schwedischen Frauenfußballliga.

## Privates
Lisa Hurtig wuchs in Delsbo auf. Sie ist mit der schwedischen Fußballspielerin Lina Hurtig verheiratet und nahm bei der Heirat deren Familiennamen an. Die gemeinsame Tochter wurde 2021 geboren.